# Diphascon higginsi
Diphascon higginsi är en djurart som tillhör fylumet trögkrypare, och som beskrevs av Maria Grazia Binda 1971. Diphascon higginsi ingår i släktet Diphascon och familjen Hypsibiidae. Inga underarter finns listade i Catalogue of Life.